# Boxe aux Jeux olympiques d'été de 1936
Navigation
Los Angeles 1932 Londres 1948
Aux Jeux olympiques d'été de 1936, huit épreuves de boxe anglaise se sont disputées du 10 au 15 août 1936 à Berlin, Allemagne.
Cette compétition est indirectement au cœur du film français L'as des as (1982). Le personnage principal, incarné par Jean-Paul Belmondo, est l'entraineur de l'équipe française.

## Résultats

### Podiums
| Catégories                 | Or              | Argent            | Bronze               |
| Poids mouches (-50,8 kg)   | Willy Kaiser    | Gavino Matta      | Louis Laurie         |
| Poids coqs (-53,5 kg)      | Ulderico Sergo  | Jack Wilson       | Fidel Ortiz          |
| Poids plumes (-57,2 kg)    | Oscar Casanovas | Charles Catterall | Josef Miner          |
| Poids légers (-61,2 kg)    | Imre Harangi    | Nikolai Stepulov  | Erik Ågren           |
| Poids welters (-66,7 kg)   | Sten Suvio      | Michael Murach    | Gerhard Pedersen     |
| Poids moyens (-72,6 kg)    | Jean Despeaux   | Henry Tiller      | Raúl Villareal       |
| Poids mi-lourds (-79,4 kg) | Roger Michelot  | Richard Vogt      | Francisco Risiglione |
| Poids lourds (+79,4 kg)    | Herbert Runge   | Guillermo Lovell  | Erling Nilsen        |

### Tableau des médailles
Un classement par nations dominé par les boxeurs allemands qui remportent deux titres olympiques et au total cinq médailles.
| Place | Pays              | Médaille d'or, Jeux olympiques | Médaille d'argent, Jeux olympiques | Médaille de bronze, Jeux olympiques | Total |
| ----- | ----------------- | ------------------------------ | ---------------------------------- | ----------------------------------- | ----- |
| 1     | Allemagne         | 2                              | 2                                  | 1                                   | 5     |
| 2     | France            | 2                              | 0                                  | 0                                   | 2     |
| 3     | Argentine         | 1                              | 1                                  | 2                                   | 4     |
| 4     | Italie            | 1                              | 1                                  | 0                                   | 2     |
| 5     | Hongrie           | 1                              | 0                                  | 0                                   | 1     |
| -     | Finlande          | 1                              | 0                                  | 0                                   | 1     |
| 7     | États-Unis        | 0                              | 1                                  | 1                                   | 2     |
| -     | Norvège           | 0                              | 1                                  | 1                                   | 2     |
| 9     | Estonie           | 0                              | 1                                  | 0                                   | 1     |
| -     | Afrique du Sud    | 0                              | 1                                  | 0                                   | 1     |
| 11    | Danemark          | 0                              | 0                                  | 1                                   | 1     |
| -     | Suède             | 0                              | 0                                  | 1                                   | 1     |
| -     | Mexique           | 0                              | 0                                  | 1                                   | 1     |
| Total | 13 pays médaillés | 8                              | 8                                  | 8                                   | 24    |